# LSVV '70
LSVV '70 is een Nederlandse amateurvoetbalclub uit Leiden in Zuid-Holland, opgericht in 1970. Het eerste mannenelftal van de club speelt in de Vierde klasse zaterdag (seizoen 2024/25), het eerste vrouwenelftal speelt derde klasse (seizoen 2024/25).
De club speelt op Sportpark Kikkerpolder I in Leiden, waar ook voetbalclub UVS gevestigd is. De club besloot na het vertrek van coryfee Wim Mugge medio 2014 het sportcomplex om te dopen tot het "Wim Mugge Sportpark", dit werd echter tegengehouden door de Gemeente Leiden. Het complex zou pas de naam van Mugge mogen dragen, wanneer deze overleden is.

## Algemeen
De naam LSVV '70 staat voor Leidsche Studentenvoetbalvereniging uit 1970. LSVV '70 kent om en nabij de 220 leden, uitsluitend studenten en oud-studenten.
Sinds 2006 voetbalt LSVV '70 op de velden van Lugdunum. Tot die tijd werd er gevoetbald op het sportcomplex van de Universiteit Leiden.
De club staat voor gezelligheid en aantrekkelijk (tikkie-takkie) voetbal.

## Geschiedenis

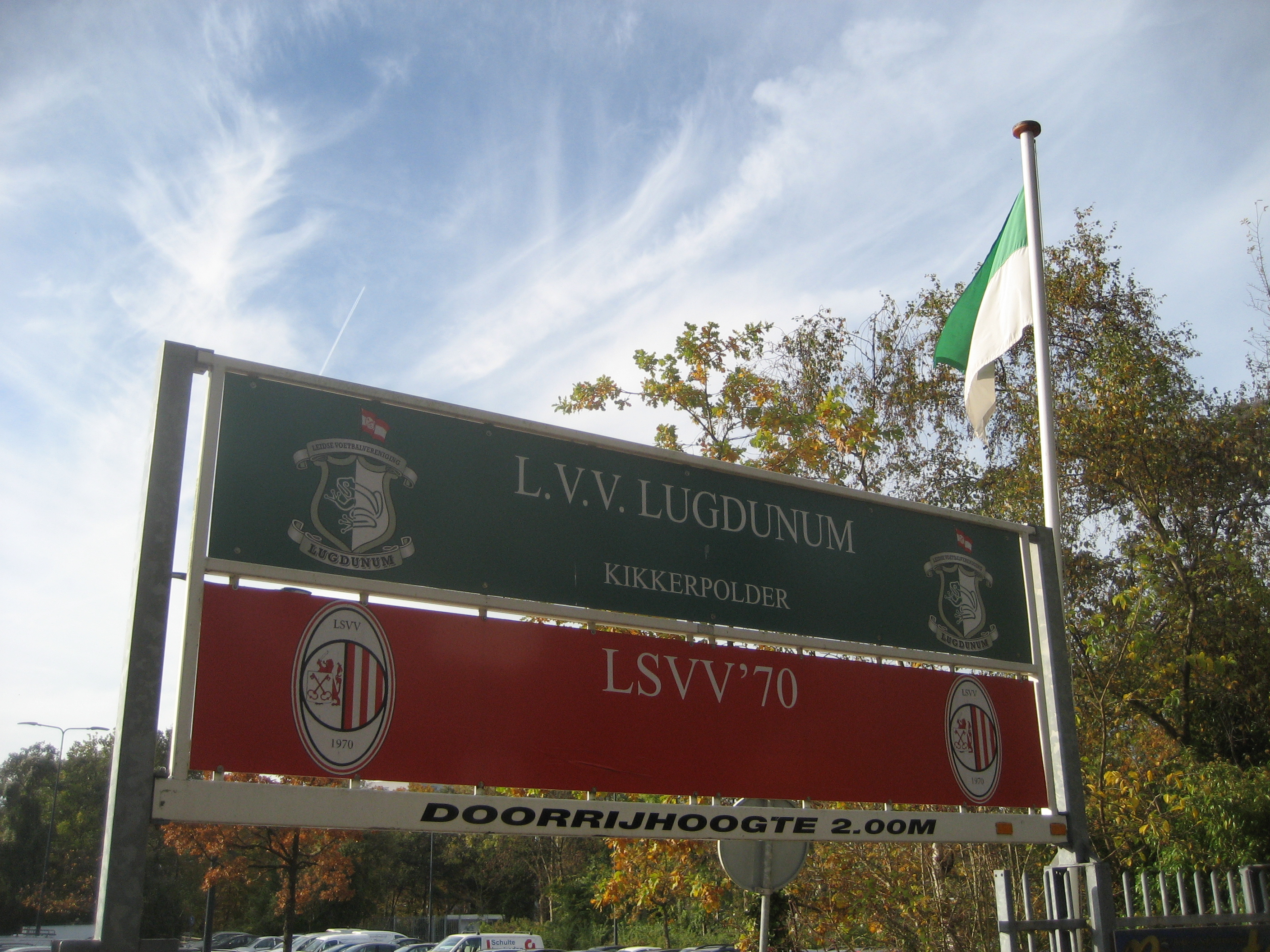
Entree complex Kikkerpolder

Tot nu toe is er weinig bekend over de Leidsche Studentenvoetbalvereniging.
Uit de clubnaam kan opgemaakt worden dat de voetbalvereniging in 1970 is opgericht. De clubkleuren zijn rood en wit, mogelijk een eerbetoon aan het socialisme, maar waarschijnlijk verwijzend naar de stadskleuren van Leiden.
De club speelde aanvankelijk op een bedenkelijk niveau op een veld direct achter het station van Leiden en verhuisde ergens eind jaren zeventig naar het Universitair Sportcentrum. Daar bleef het voetbal niet al te best. Jarenlang dobberde het Eerste in de Leidse Bond en toen die eenmaal was afgeschaft, bleek decennialang het rechterrijtje van de ranglijst van de Vierde klasse de natuurlijke biotoop van de studenten.
Maar dat veranderde. In 2003/04 werd het het rood-witte Vlaggenschip voor het eerst naar de haven van de Derde klasse gevaren. Het seizoen daarop degradeerde de club weer. In het seizoen 2007/08 promoveerde de club, om vervolgens na vijf seizoenen in het seizoen 2011/12 terug te zakken naar het oude niveau. Na één jaar in de Vierde klasse, is de club in het seizoen 2012/13 weer gepromoveerd naar de Derde klasse.
De omvang van de vereniging is door de jaren heen vaak veranderd.
LSVV '70 heeft jaren met tien of meer elftallen gehad, maar kende ook wat bescheidener jaren. Sinds een aantal jaar is er ook een heuse zaalvoetbaltak aan de club toegevoegd.
Er is maar weinig bekend over de periode voor 1997. Het enige dat nog bekend is, is het aloude verhaal over de missie van het bestuur Poelman.
Het bestuur Poelman, bestaande uit elf of twaalf personen, landde ergens in het vorige millennium nabij Katwijk. De voltallige samenstelling is niet meer bekend maar bestond naast Arnaud Poelman in ieder geval uit Frans Blom, Colin Prooi, Martin Guijt, Sander van der Berg en Zombie van der Zerk. Het bestuur was afkomstig uit Engeland, waar het de beginselen van het voetbalspel was bijgebracht, en was vervuld van een mystieke wens de kennis van dit spel over de Nederlanden te verspreiden. Die ambities moesten snel bijgesteld worden. Een expansie naar het noorden werd bij Abbenes door Friese troepen gestopt, al schijnt Van der Zerk Dokkum bereikt te hebben.
Het bestuur is gedurende zijn hele bestaan gebukt gegaan onder financiële problemen. Kerkelijk tienden, opgelegd door bisschop van Rooyen en pauselijke nuntius Lino brachten het voortbestaan van de missie in gevaar. Een oplossing kwam in de vorm van een pot geld, waarvan de herkomst onduidelijk is, maar die indertijd werd toegeschreven als een gift van de godin Minerva.
De voornaamste verdienste van het bestuur was het in stand houden van de missie, een missie die het in de jaren na aftreden van het bestuur nog erg moeilijk gehad heeft, maar tot op de dag van vandaag nog steeds in volle gang is.

## Logo
In het logo zijn de stadskleuren van Leiden, het jaar van oprichting, Leidsche Sleutels (verwijzend naar de bijnaam van de stad als Sleutelstad) en de Hollandse Leeuw (wapendier) verwerkt. Het logo is sinds 1970 onveranderd gebleven.

## Tenue
Gekenmerkt door de clubkleuren rood en wit, ziet het tenue er als volgt uit: rood shirt, witte broek en rode kousen. Het voetbalshirt is een standaard template shirt van Adidas.

## Competitieresultaten 1997–heden
| 7 4A |

|  |

|  |

| 9 4A |

|  |

| 7 4A |

| 8 4A |

| 1 4A |

| 11 3A |

| 5 4A |

| 1 4A |

| 5 3A |

| 9 3A |

| 9 3A |

| 9 3A |

| 12 3B |

| 3 4A |

| 11 3A |

| 14 3A |

| 1 4A |

| 10 3A |

| 13 3A |

| 7 4A |

| 8* 4A |

| 13* 4A |

| 7 4A |

| 10 4A |

| 2 5A |

- = Dit seizoen werd stopgezet vanwege de uitbraak van het coronavirus. Er werd voor dit seizoen geen officiële eindstand vastgesteld.

| Tweede divisie | Derde divisie | Vierde divisie | Eerste klasse |
| Tweede klasse  | Derde klasse  | Vierde klasse  | Vijfde klasse |

In elke staaf van de grafiek staat van boven naar beneden vermeld: 
- Eindnotering

Dit is de positie die de club heeft bereikt in de competitie, zonder eventuele beslissings-, play-off- of nacompetitiewedstrijden die nodig zijn geweest om bijvoorbeeld de kampioen van de competitie te bepalen.
Indien een * achter het getal staat is de notering een tussenstand en kan het zijn dat de notering niet overeenkomt met de uiteindelijke eindstand van de competitie.
Staat er een - dan is het seizoen nog bezig en is er geen definitieve uitslag bekend.
Staat er xx op de positie van de notering, dan heeft de club vroegtijdig de competitie verlaten. Dit kan onder andere komen door terugtrekking van het team, faillissement van de club of door een uitgedeelde straf van de KNVB. In veel gevallen staat elders in het artikel de reden vermeld.
Staat er een ? dan is het resultaat uit het verleden onbekend, en is alleen de competitie of het niveau bekend van dat seizoen.
In de seizoenen 2019/20 en 2020/21 werd wegens de coronacrisis het amateurvoetbal afgebroken. Daardoor kennen deze staven geen eindklassering (middels -- weergegeven).
- Competitieniveau en afdelingsletter of Officiële eindstand Eredivisie
  - Competitieniveau en afdelingsletter

Hierbij geeft het getal het niveau weer, dat ook terug te vinden is in de legenda. De letter is de afdelingsaanduiding en wordt gebruikt wanneer er meer afdelingen zijn op hetzelfde niveau. De afdelingsletter is altijd een hoofdletter en wordt meestal zonder nummer gebruikt.
Voorbeeld: 2F is niveau 2e klasse competitie F.
Het competitieniveau en nummer wordt niet vermeld wanneer er slechts één competitie van dit niveau was.
  - Officiële eindstand Eredivisie (getal staat tussen haakjes vermeld)

Sinds de introductie van play-offwedstrijden voor Europees voetbal na afloop van de reguliere competitie in 2005/06, is de KNVB verplicht een eindstand van de Eredivisie door te geven aan de UEFA aan de hand van deze play-offwedstrijden.
Bij deze eindstand staan clubs die zich hebben gekwalificeerd voor Europees voetbal hoger dan clubs die zich niet wisten te kwalificeren. Indien er geen verschil was tussen de eindnotering en de officiële eindstand, staat dit getal niet vermeld.

- Onderafdeling

Hier staat afgekort de naam van de onderafdeling indien de club in dat jaar in een onderafdeling uitkwam. Tevens staat deze afkorting in de legenda en wordt gelinkt naar het artikel over deze onderafdeling. Deze afkorting wordt alleen vermeld wanneer de club in het verleden in verschillende onderafdelingen heeft gespeeld. Deze vermelding is in de staaf altijd in kleine letters. Deze onderafdelingen zijn na het seizoen 1995/96 afgeschaft. Heeft de club in slechts één onderafdeling gespeeld, dan is dit alleen terug te vinden in de legenda.
Onder de staaf staat het jaartal vermeld waarin het seizoen is afgesloten. 15 verwijst naar het seizoen 2014/15 of eventueel het seizoen 1914/15.
Wanneer een staaf leeg is, zijn deze gegevens niet bekend. Het kan ook zijn dat de club dat seizoen niet heeft meegespeeld op het hogere amateurniveau, vroegtijdig de competitie heeft verlaten of uit de competitie is gezet.

In het seizoen 1944/45 was er wegens de Tweede Wereldoorlog geen regulier competitievoetbal.